# Adamóckohanóc
Adamóckohanóc (szlovákul Adamovské Kochanovce, magyarul Ádámfalva, később Ádámkohány) község Szlovákiában, a Trencséni kerületben, a Trencséni járásban. Ádámfalva (Adamóc), Kisbiróc és Vágkohány (Kohanóc) egyesítésével jött létre.

## Fekvése
Trencséntől 10 km-re délnyugatra, a Vág jobb oldalán fekszik.

## Története
A mai település Ádámfalva, Kisbiróc és Vágkohány egyesítéséből keletkezett.
Ádámfalvát 1358-ban „Nesete” néven említik először. 
Kisbiróc a 17. században keletkezett az egykori Biróc falu részeként.
Vágkohányt 1394-ben „possesio Kohan” néven említik először.
1895-ben Ádámfalvát (Adamovce) és Kisbirócot (Malé Birovce) Adamóckisbiróc néven egyesítették. A trianoni békéig Adamóckisbiróc és Vágkohány Trencsén vármegye Trencséni járásához tartozott.
A mai község a két település 1960-as egyesítésével keletkezett.

## Népessége
| Év:            | 1994. | 2004.   | 2014.   | 2024.   |
| -------------- | ----- | ------- | ------- | ------- |
| Emberek száma: | 760   | 784     | 841     | 881     |
| Eltérés:       |       | +3,15 % | +7,27 % | +4,75 % |

| Év:            | 2023. | 2024. |
| -------------- | ----- | ----- |
| Emberek száma: | 881   | 881   |
| Eltérés:       |       | +0 %  |

2001-ben 743 lakosából 732 szlovák volt.
2011-ben 818 lakosából 781 szlovák volt.

## Neves személyek
- Vágkohányon született 1816-ban Szeberényi Gusztáv Adolf teológiai doktor, a Bányai evangélikus egyházkerület püspöke 1872-től haláláig, főrend, országgyűlési képviselő.
- Vágkohányon szolgált Szeberényi János Bányai evangélikus egyházkerületi püspök.
- Itt szolgált Zsámbokréthy Lajos népművelő, evangélikus lelkész.
- Vágkohányon nyugszik Szalavszky Gyula (1846-1936) politikus, főispán.

## Nevezetességei
- Evangélikus temploma 1784-ben épült Ottlik Mátyás és felesége adományából, tornya 1833-ban készült el.
- Szent Péter és Pál apostolok tiszteletére szentelt római katolikus temploma 1758 és 1760 között épült.
- Ádámfalva későbarokk kastélya a 18. században épült.
- A vágkohányi Ottlik-kastély a 19. század elején épült klasszicista stílusban.

## Lásd még
- Ádámfalva
- Kisbiróc
- Vágkohány